# St. Francis (Arkansas)
St. Francis – miasto w Stanach Zjednoczonych, w stanie Arkansas, w hrabstwie Clay.